# Liptena oniens
Liptena oniens är en fjärilsart som beskrevs av Talbot 1935. Liptena oniens ingår i släktet Liptena och familjen juvelvingar. Inga underarter finns listade i Catalogue of Life.